# ديمقراطية جيفرسونية

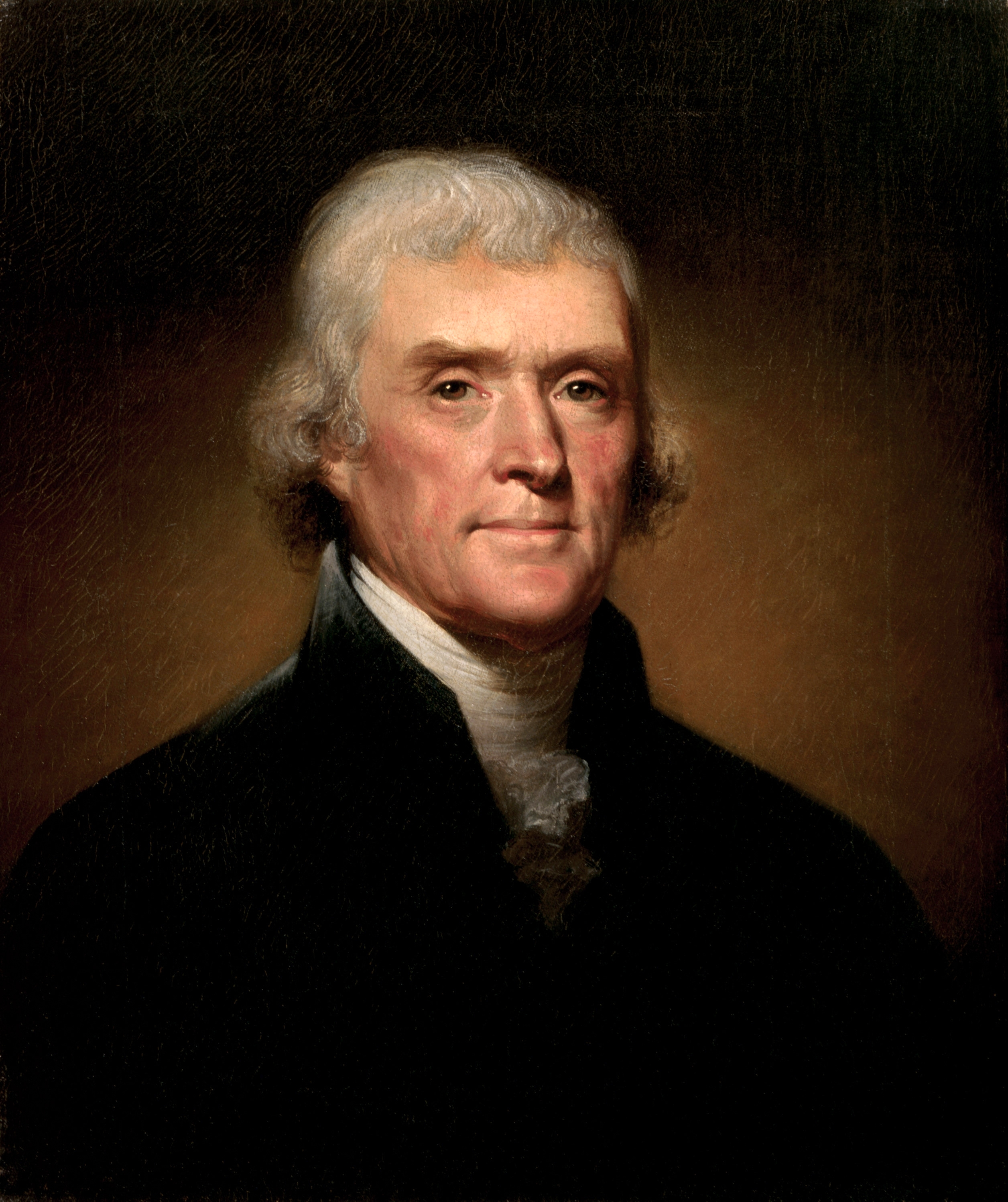
لوحة لوجه توماس جيفرسون، قام برسمها ريمبراندت بيل في عام 1800.

جاء مصطلح الديمقراطية الجيفرسونية نسبةً إلى اسم المحامي توماس جيفرسون، وهي واحدة من بين أهم حركتين سياسيتين في الولايات المتحدة في الفترة الممتدة بين عامي 1790-1820. كان المصطلح يستعمل من أجل الإشارة إلى الحزب الديمقراطي- الجمهوري (الذي أُطلق عليه لاحقاً اسم الحزب الجمهوري)، والذي أسّسه جيفرسون من أجل معارضة الحزب الفيدرالي. كان أتباع جيفرسون (الجيفرسونيون) ملتزمين بشدة بالجمهورية الأمريكيّة، مما دفعهم إلى معارضة الأرستقراطية المصطنعة، والفساد، كما أصرّوا على إعطاء الأفضليّة لـ«لمزارعين» و«القوم العاديين».
كان الجيفرسونيون معادين للنخب الأرستقراطية للتجار والمصرفيين وأصحاب المصانع، كما كانوا يراقبون مؤيدي الحكم البريطاني بخوف. استمرّت ديمقراطيّة جيفرسون أو الديمقراطية الجيفرسونيّة كعنصر من عناصر الحزب الديمقراطي في أوائل القرن العشرين كما يتضّح من نهوض ديمقراطيّة جيفرسون والترشّحات الرئاسيّة الثلاثة لوليام جينينغز، لاسيّما بين الأحزاب التحرّريّة والجمهوريّة.

## المناصب
سُمّي جيفرسون «الأكثر ديمقراطيّة بين الآباء المؤسّسين». دعا جيفرسون إلى تفسير ضيق أحكام المادة الأولى من الدستور التي تمنح صلاحيات كثيرة للحكومة الفيدرالية. عارض جيفرسون الحزب الفيدرالي الذي كان يقوده وزير الخزانة ألكسندر هاملتون. دعم الرئيس جورج واشنطن بشكل عام برنامج هاملتون من أجل الحصول على حكومة وطنيّة قويّة ماليّاً. جلب انتخاب جيفرسون في عام 1800 –والذي أطلق عليه ثورة 1800- الكسوف الدائم للفيدراليين، بغضّ النظر عن المحكمة العليا.
ديمقراطيّة جيفرسون أو الديمقراطيّة الجيفرسونيّة، هي مصطلح شامل، إلا أن بعض الفصائل يعتمدون على هذا المصطلح في مواقف معينة أكثر من غيرها. في حين أنه يوجد بعض الفصائل الجيفرسونيّة التي عارضت في مرحلة ما النبادئ الأساسيّة والرئيسيّة للديمقراطيّة الجيفرسونيّة؛ على سبيل المثال، خلال حرب 1812، تبيّن أن الميليشيّات المستقلة غير كافيةٍ للقيام بحربٍ خطيرةٍ ضد دولةٍ كبرى. عندها اقترح وزير الحرب الجديد حينها جون سي كالهون –وهو جيفرسونيّ- بناء وتعزيز الجيش. وبدعمٍ من معظم الجمهوريّين في الكونغرس، حصل كالهون على مراده. ومع ذلك فإن فصيل «الجمهوريّين القدامى» الذي يدّعي أنّه صادق على مبادئ جيفرسون عام 1798، حارب هذا الأمر وخفّض من حجم الجيش بعد أن باعت إسبانيا فلوريدا إلى الولايات المتحدة.

### التوسع غرباً
كان التوسّع الإقليميّ للولايات المتّحدة هدفاً رئيسيّاً للجيفرسونيين لأنّه سيؤدّي إلى تقديم أراضٍ زراعيّة جديدة للمزارعين. أراد الجيفرسونيون دمج الهنود في المجتمع الأمريكيّ، أو إزالة آثار المجتمع الأمريكيّ من القبائل التي رفضت الاندماج معه. إلا أن شيهان (1974)، جادل بأن الجيفرسونيين –على الرغم من نواياهم الحسنة تجاه الهنود- دمّروا الثقافات المميزة للهنود الحمر.
افتخر الجيفرسونيون كثيراً بالصفقة التي توصّلوا إليها مع فرنسا من أجل شراء ولاية لويزيانا في عام 1803. حيث فُتحت مزارع جديدة خصبة من لويزيانا إلى مونتانا. رأى الجيفرسونيون الغرب كصمّام أمان اقتصاديّ يسمح للناس في الشرق المزدحم بامتلاك مزارع. ومع ذلك خافت المصالح السياسيّة الجديدة في نيو إنغلاند من نمو الغرب وأغلبيّة الحزب الفيدرالي المعارض للشراء. يعتقد الجيفرسونيون أن الأرض الجديدة ستساعد في الحفاظ على رؤيتهم للجماعة الجمهوريّة المثاليّة، القائمة على التجارة الزراعيّة، التي تحكم بخفّة وتشجّع الاعتماد على النفس.
لم يتحقق حلم الجيفرسنونيّين لأن شراء لويزيانا كان نقطة نحوّل في تاريخ الإمبرياليّة الأمريكيّة. المزارعون الذين تكلّم عنهم الجيفرسونيّون قاموا بغزو الغرب، غالباً من خلال العنف ضد الأمريكيّين الأصليين. الجيفرسونيون أنفسهم تعاطفوا للغاية مع السكان الأصليين، ولكن ذلك لم يمنعهم من سن سياسات من شأنها أن تشجّع على الاستمرار في الاتجاه نحو نزع الأراضي منهم.

### الاقتصاديات
اعتقد الزراعيّون الجيفرسونيّون أن الاقتصاد في الولايات المتّحدة يجب أن يعتمد أكثر على زراعة السلع الاستراتيجيّة أكثر من الصّناعة. ويعتقد الجيفرسونيّون أن «أولئك الذين يعملون في الأرض هم شعب الله المختار، إذا كان في أي وقت مضى شعباً مختاراً، فقد صنع ثورةً غريبةً لفضيلةٍ حقيقيّةٍ». ومع ذلك لا تعارض المثل العليا للجيفرسونيّون كل الصناعات التحويليّة، بل توضّح هذه القيم أنّ جميع الناس لديهم الحقّ في العمل من أجل الحصول على معيشة كريمة، وأنّ النظام الاقتصادي الذي يقوّض هذا الحق هو نظام غير مقبول.
كان يعتقد الجيفرسونيون أن التوسع غير المحدود في التجارة والصناعة سيؤدّي إلى نمو فئة من العمال المأجورين الذين يعتمدون على الآخرين للحصول على الدخل والإعالة. في مثل هذا الوضع، يخشى الجيفرسونيون أن العمال «المستقلين» لن يكونوا مستقلّين. هذا سيترك الشعب الأمريكي عرضةً للاضطهاد السياسيّ والتلاعب الاقتصاديّ. كان الحل الذي توصّل إليه جيفرسون هو «ضريبة دخل متدرّجة من شأنها أن تعمل كحافز للتراكمات الضخمة للثروة، بحيث تجعل الأموال متاحة لنوع ما من إعادة التوزيع»، بالإضافة إلى تعريفات جمركيّة على المواد المستوردة التي تُشترى بشكل رئيسي من قبل الأثرياء.

### حكومة محدودة

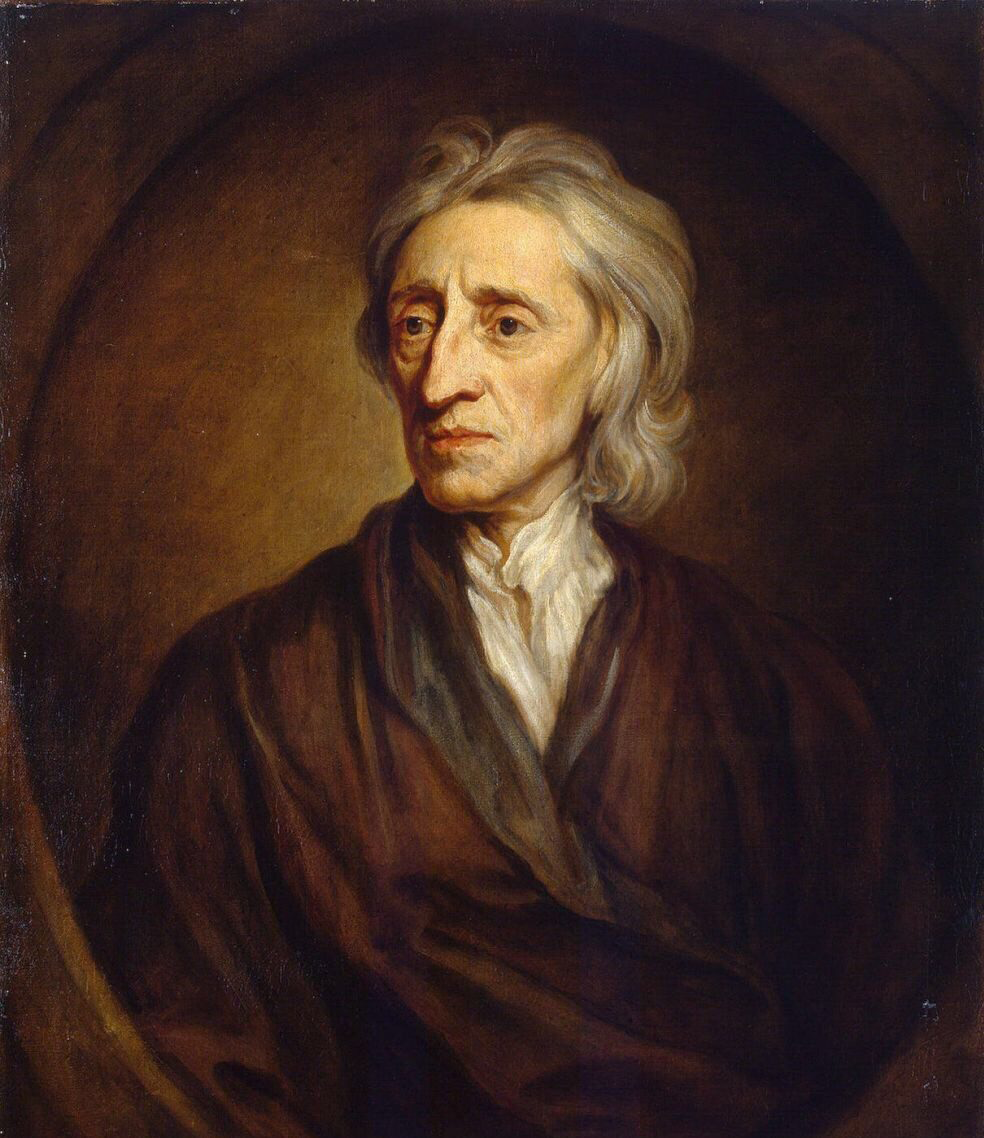
تأثرت أفكار جيفرسون حول الحكومة المحدودة بالفيلسوف السياسي الإنكليزي جون لوك في القرن السابع عشر..

في حين أن الفيدراليين دافعوا عن الحكومة المركزيّة القويّة، جادل الجيفرسونيّون حول وجود حكومات محليّة قويّة وحكومة اتّحاديّة ضعيفة
كان الاكتفاء الذاتيّ، والحكم الذاتيّ، والمسؤوليّة الفرديّة، من وجهة نظر الجيفرسونيّين من أهمّ المثل التي شكّلت أساس الثورة الأمريكيّة. حسب وجهة نظر الجيفرسونيّين، لا يجب أن يتمّ إنجاز أي شيء يمكن تحقيقه من قبل الأفراد على المستوى المحلّي من قبل الحكومة الفيدراليّة.
بعد التشكيك المبدئي، أيّد جيفرسون التّصديق على دستور الولايات المتّحدة ودعم بشكل خاص ضغطه على الضوابط والتوازنات. أعطى التّصديق على وثيقة حقوق الولايات المتّحدة (ولا سيما التعديل الأوّل) جيفرسون ثقةً أكبر في الوثيقة.

## السياسات والفصائل
هيمنت روح الديمقراطية الجيفرسونيّة على السياسة الأمريكيّة من 1800 إلى 1824، تحت نظام الحزب الأول بقيادة جيفرسون والرؤساء اللاحقين كجيمس ماديسون وجيمس مونرو. أثبت الجيفرسونيّون أنّهم أكثر نجاحاً من الفيدراليّين في بناء منظمّات الأحزاب الحكوميّة والمحليّة التي وحّدت الفصائل المختلفة. شكّل الناخبون في كل ولاية الكتل الموالية لائتلاف جيفرسون.
من بين المتحدّثين البارزين عن مبادئ جيفرسون: ماديسون، وألبرت جالاتين، وجون راندولف، ونثانيال ماكون، وجون تايلور، وجيمس مونرو، وجون سي كالهون، وجون كوينسي آدامز، وهنري كلاي.
راندولف كان قائداً للجيفرسونيين في الكونغرس في الفترة بين 1801 و1815، لكنّه انشقّ في وقت لاحق وشكّل فصيله الخاص؛ لأنّه اعتقد أن الرئيس لم يعد يلتزم بمبادئ جيفرسون الحقيقيّة لعام 1798.
بعد أن واجهت إدارة ماديسون صعوبات كبيرة في تمويل حرب 1812، واكتشفت أن الجيش والميليشيات ليسوا قادرين على شن الحرب بشكل فعّال، ظهر جيل جديد من القوميّين الجمهوريّين، الذين تم دعمهم من الرئيس جيمس مونرو الجيفرسونيّ الأصل. وبعد سنتان ظهر حزبان جديدان، الحزب الديمقراطي، والحزب اليميني.

## جيفرسون والمبادئ الجيفرسونيّة
الديمقراطيّة الجيفرسونيّة لم تكن عمليّة برجل واحد. كانت حزباً سياسيّاً كبيراً مع العديد من القادة المحليّين والدوليّين والفصائل المختلفة، ولم يتفقوا دائماً مع جيفرسون أو مع بعضهم البعض.
اتُهم جيفرسون بعدم التناسق من قبل خصومه. قال «الجمهوريون القدامى» أنّ جيفرسون تخلّى عن مبادئ 1798. واعتقد أن مخاوف الأمن القوميّ كانت ملحّة للغاية بحيث كان من الضروري شراء لويزيانا دون انتظار تعديل دستوري. قام بتوسيع السلطة الفيدراليّة من خلال قانون الحظر المفروض في عام 1807 الذي يطبّق بشكل قسريّ، وقام بتطوير «المزارع الشعبيّة». كما لاحظ العديد من المؤرّخين الفوارق بين فلسفة جيفرسون وممارساته على أرض الواقع.
زعم جون كوينسي آدمز أنّ ما فعله جيفرسون ليس إلا مظهراً من مظاهر النفاق الصافي. في حين اعتبره بايلين أنّه مجرد تناقض عادي، على الرغم من أن بايلين اعتبر جيفرسون مثالياً طوباسيّاً ومتشدّداً صريحاً في بعص الأحيان. مع ذلك، جادل جينكينسون بأن الإخفاقات الشخصيّة لجيفرسون يجب ألا تؤثّر على المفكّرين الحاليّين الذين يتجاهلون المثل الجيفرسونيّة
يجادل كويلنيل- ليدهين، بأنّ الديمقراطيّة الجيفرسونيّة، هي تسمية خاطئة لأن جيفرسون لم يكن ديمقراطيّاً ولكنّه يؤمن بالحكم من قبل النخبة، «جيفرسون في الواقع كان رومانسيّاً زراعيّاً يحلم بجمهوريّة يحكمها. من قبل الشخصيات المرموقة والفكر».
يجادل المؤرّخ شون ويلنتز بأنّه كسياسيّ عمليّ تم اختباره لخدمة الشعب، كان على جيفرسون التفاوض على الحلول، وليس الإصرار على نسخته الخاصة من المواقف المجردة.